# Winter van 1955-1956

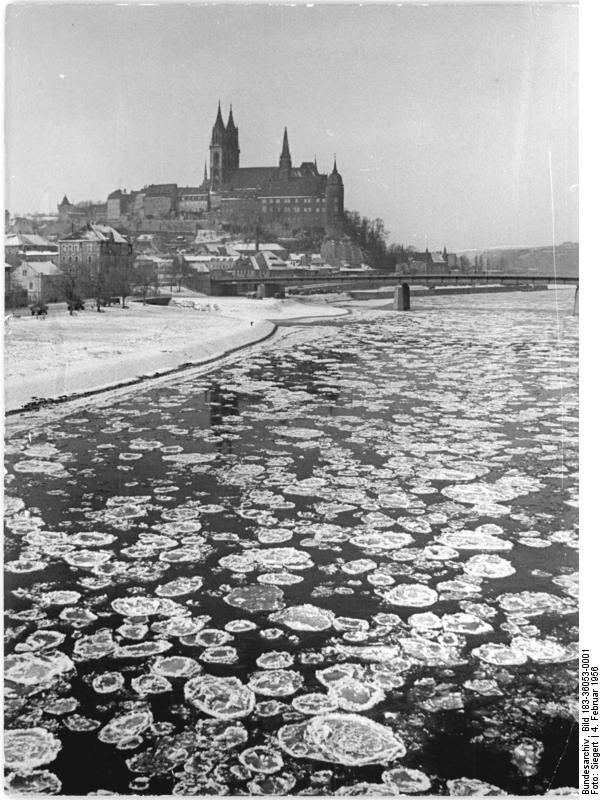
De Elbe op 4 februari 1956

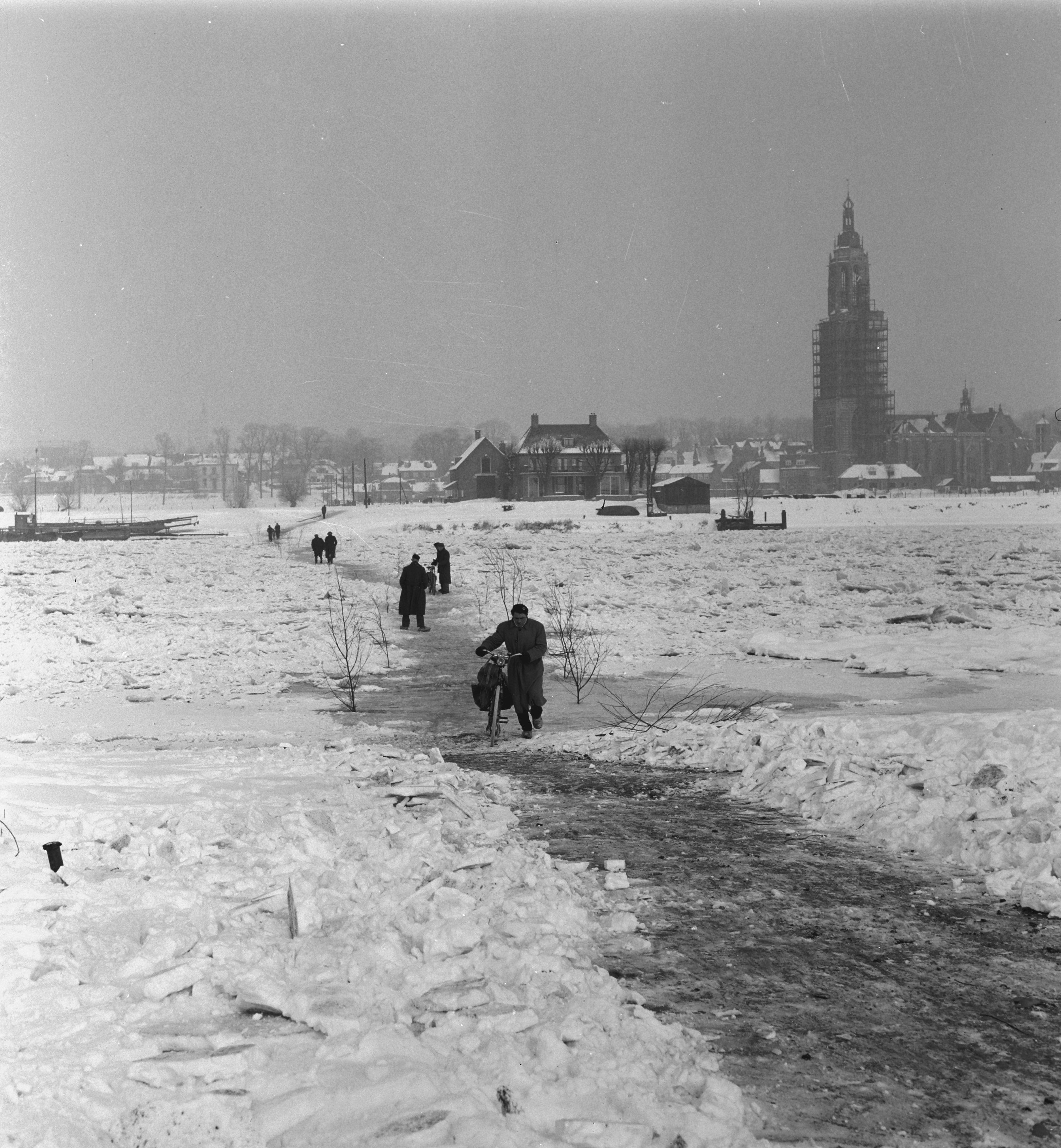
Voetgangers op de Rijn bij Rhenen

De winter van 1955–1956 was in Europa de winter met veruit de koudste maand van de 20e eeuw. De gemiddelde temperatuur in februari was in Nederland −6,7 °C, wat 10,6 graden kouder is dan het normale temperatuurgemiddelde voor deze maand over de klimaatperiode 1991-2020. De afwijking voor de normaal van die tijd bedroeg -9 graden. Gedurende vrijwel de hele maand februari bleef het overal zowel overdag als 's nachts vriezen, in de nachten vaak streng.

## Verloop
De koude die eind januari inviel werd veroorzaakt door een grote hoeveelheid transportkou die van Oost- naar West-Europa werd geblazen. Dit was mogelijk doordat er boven Scandinavië een reusachtig hogedrukgebied heerste, terwijl tegelijkertijd rondom de Middellandse Zee de luchtdruk laag was. In de nacht van 30 op 31 januari daalde de temperatuur daardoor sterk en trad vrijwel overal vorst in, en op 1 februari kwam de temperatuur op veel plaatsen ook overdag niet meer boven de −10 °C. In De Bilt was de maximumtemperatuur die dag −11 °C.  De eerste week daarna was het even iets minder koud, maar vanaf 10 februari daalde de temperatuur opnieuw sterk. Op 14 februari kon de elfde Elfstedentocht worden verreden. Van 15 tot 24 februari was er sprake van de op een na strengste koudegolf van de 20e eeuw. Op sommige plaatsen was er 17 dagen lang onafgebroken sprake van strenge vorst (< −10 °C). In Uithuizermeeden werd op 16 februari de op een na laagste temperatuur van de 20e eeuw gemeten, −26,8 °C. In De Bilt werd er in de nacht −21,6 graden gemeten. Onder andere het IJsselmeer raakte dichtgevroren. Uiteindelijk kwam er rond 27 februari een eind aan de zeer lage temperaturen, toen de wind naar het westen draaide.

## Statistieken
De winter 1955-1956 behaalde een van de hoogste koudegetallen sinds men dit in 1901 bij het KNMI was beginnen te meten: 222,9. Doordat de voorafgaande maand december juist zacht was en januari voor die tijd normaal zonder noemenswaardige koudeproductie eindigde de winter als geheel niet in de categorie van volgens de definitie van het KNMI strenge winters (hellmanngetal > 300), maar werd als "zeer koud" geclassificeerd.
Het sterftecijfer lag in deze periode als gevolg van de extreme kou duidelijk hoger dan normaal; alleen al in West-Europa zouden volgens de berichten 700 extra doden zijn gevallen. Daarnaast was er voor miljarden schade aangericht.
Ook zuidelijker was februari 1956 zeer koud. Op het vliegveld van Bordeaux was de gemiddelde maandtemperatuur −2,00 °C tegenover 7,0 °C normaal. Deze maand was daar de enige maandtemperatuur die gemiddeld negatief was sinds de metingen in 1907 begonnen. Op 20 februari viel er zeer veel sneeuw waardoor bulldozers de straten vrij moesten maken. In Bordeaux, Montpellier en Marseille waren de laagst gemeten waarden zeer strenge vorst. In Marseille waren de Petit Rhone en de oude haven bevroren. Op het vliegveld van Toulouse werd een gemiddelde maandtemperatuur van −2,82 °C gemeten, de enige maand met een negatief gemiddelde sinds de metingen in 1927 begonnen. Parijs Parc Montsouris kwam op −3,42 °C uit, de koudste sinds de metingen daar in 1900 begonnen. Op het vliegveld van Verona werd een maandgemiddelde van −3,05 °C gemeten, een van de koudste maanden uit de hele reeks sinds 1880. In Soria, Spanje werd een gemiddelde maandtemperatuur van −2,38 °C gemeten, 0,02 graden kouder dan februari 1901 en dus de koudste maand sinds de metingen daar in 1894 begonnen.

## Vergelijkbare winters
De winter van 1852-1853 verliep tot februari zeer zacht met slechts enkele vorstdagen. November (8,6 °C), december (7,2 °C) en januari (4,8 °C) verliepen zeer zacht. Halverwege februari viel dan toch de vorst in en duurde tot begin maart met korte onderbrekingen. Met name maart was zeer koud (0,0 °C) en in de tweede en derde decade kwam het in Utrecht nog tot enkele ijsdagen en matige vorst. Februari kende een maandtemperatuur van −1,1 °C.
Gedurende de eerste 11 dagen van februari 2012 bedroeg de gemiddelde temperatuur −7,0 °C, wat kouder is dan dezelfde periode in 1956 en een absoluut record voor begin februari sinds het begin van de metingen. Ook deze koude-inval werd juist voorafgegaan door zacht weer in december en januari. Daarna sloeg het weer volledig om en werd het juist zacht, waardoor er die maand verder geen enkel record werd gebroken. De winter van 2011-2012 was over het geheel genomen zelfs warmer dan gemiddeld.
1683-1684 · 1708-1709 · 1715-1716 · 1728-1729 · 1739-1740 · 1754-1755 · 1756-1757 · 1759-1760 · 1762-1763 · 1783-1784 · 1784-1785 · 1788-1789 · 1794-1795 · 1798-1799 · 1799-1800 · 1802-1803 · 1804-1805 · 1813-1814 · 1819-1820 · 1822-1823 · 1829-1830 · 1837-1838 · 1840-1841 · 1844-1845 · 1846-1847 · 1854-1855 · 1870-1871 · 1890-1891 · 1894-1895 · 1916-1917 · 1928-1929 · 1939-1940 · 1940-1941 · 1941-1942 · 1946-1947 · 1955-1956 · 1962-1963 · 1978-1979 · 1984-1985 · 1995-1996